# Linéarité
Le concept de linéarité est utilisé dans le domaine des mathématiques et dans le domaine de la physique, et par extension dans le langage courant.

## La linéarité en mathématiques

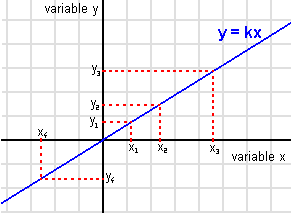
Exemple: fonction linéaire.

Les premiers exemples de situations où intervient la linéarité sont les situations de proportionnalité constante entre deux variables : le graphe représentant une variable en fonction de l'autre forme alors une ligne droite qui passe par l'origine. Il ne faut cependant pas confondre linéarité et proportionnalité, car la proportionnalité n'est qu'un cas particulier de la linéarité.
Un autre exemple où intervient la linéarité est la notion de relation linéaire, qui définit les relations de type {\displaystyle Y=F(X)}, où {\displaystyle F} est une application linéaire. Par exemple une équation différentielle sur la fonction {\displaystyle y} est dite linéaire lorsque celle-ci ne subit que des dérivations car la fonction F qui associe sa dérivée à une fonction dérivable, est linéaire. Les facteurs de non linéarité sont en général les puissances non nulles et non unitaires ({\displaystyle y^{n}}, {\displaystyle n} différent de 0 et de 1).
Le concept de linéarité s'est ensuite étendu pour désigner un rapport de dépendance très simple entre plusieurs variables : la variable y dépend linéairement des variables {\displaystyle x_{1},...,x_{n}}, ou on dit encore qu'elle s'exprime comme combinaison linéaire de ces variables, quand il existe des constantes {\displaystyle a_{1},...,a_{n}} telles qu'on ait la relation {\displaystyle y=a_{1}x_{1}+\dots +a_{n}x_{n}}.
L'algèbre linéaire est le domaine des mathématiques qui étudie de façon systématique les propriétés associées à la dépendance linéaire. Les concepts de base sont celui de combinaison linéaire précédemment introduit et les notions d'espace vectoriel et d'application linéaire. Ils permettent de définir l'indépendance linéaire et la dimension, c'est-à-dire le comptage du nombre de paramètres nécessaires pour décrire un phénomène linéaire.

## Étude du caractère linéaire d'un système physique
La linéarité est un critère déterminant l'aptitude d'un système à avoir une réponse proche d'une droite. Par exemple, la tension aux bornes d'une résistance dépend linéairement de l'intensité la traversant ({\displaystyle U=Ri}).
Pour déterminer la linéarité, on peut commencer par calculer la droite approchée par la méthode des moindres carrés, par exemple  (d'autres méthodes de calcul existent). Ensuite, il suffit de quantifier l'écart de la réponse du système par rapport à cette droite.

## Mesure
La linéarité d'un instrument de mesure est sa capacité à respecter une loi linéaire entre la grandeur mesurée et l'affichage. Par exemple, dans le cas d'une balance, entre la masse pesée et la masse affichée. 
La valeur de non linéarité est le maximum d'écart de cette grandeur à la linéarité, sur l'ensemble de l'échelle de mesure de l'instrument. On considère généralement que la distribution des valeurs de la grandeur mesurée suit une distribution rectangulaire sur l'intervalle de non-linéarité.  Par exemple si l'intervalle de non-linéarité sur une balance dont le dernier digit affiche 0,1 mg est ±0,15 mg, l'incertitude sur une pesée due à la non-linéarité est
ulin = {\displaystyle {\frac {0{,}15}{\sqrt {3}}}} = 0,087 mg.

## Autres acceptions
Dans le langage courant, linéaire est souvent employé dans le sens affine, c.-à-d. les variations des deux quantités sont proportionnelles et non les quantités elles-mêmes.
Le dessin linéaire est celui qui ne représente que des lignes de contour et les arêtes de l'objet, par opposition à celui qui représente aussi les valeurs.